# Diocesi di Langres

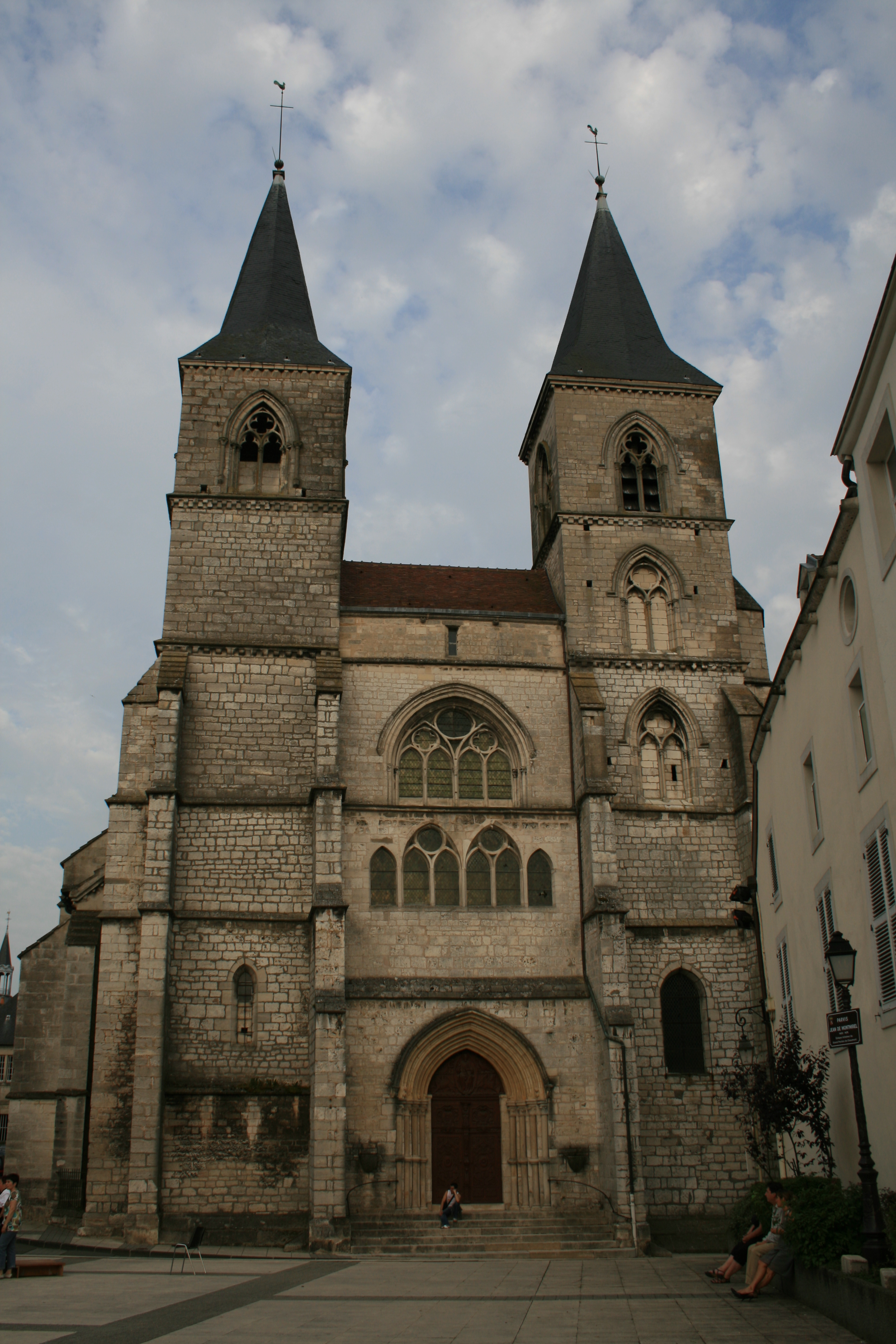
La basilica di San Giovanni Battista a Chaumont.

La diocesi di Langres (in latino Dioecesis Lingonensis) è una sede della Chiesa cattolica in Francia suffraganea dell'arcidiocesi di Reims. Nel 2021 contava 128.000 battezzati su 173.041 abitanti. È retta dal vescovo Joseph de Metz-Noblat.

## Territorio
La diocesi comprende il dipartimento francese dell'Alta Marna nella regione della Champagne-Ardenne.
Sede vescovile è la città di Langres, dove si trova la cattedrale di San Mamete. L'abitazione del vescovo e gli uffici della curia si trovano a Chaumont, dove la chiesa di San Giovanni Battista ha la dignità di basilica minore.
Il territorio si estende su 6.210 km²; in seguito alla riorganizzazione territoriale eseguita a partire dagli anni Novanta del XX secolo, il numero delle parrocchie è stato ridotto, con decreto vescovile del 17 agosto 1998, dalle quasi 450 alle attuali 31; la diocesi inoltre è suddivisa in 3 zone pastorali e 10 decanati.

## Storia
La diocesi fu eretta nel III secolo ed è storicamente attestata per la prima volta con il vescovo Desiderio, che prese parte al concilio di Sardica  nel 343/344. La sua firma inoltre si trova nel documento redatto nel 346 con il quale, nello pseudo-concilio di Colonia, un gruppo di vescovi fece sua la decisione del concilio di Sardica a favore di sant'Atanasio.
La civitas Lingonum faceva parte della provincia romana della Gallia Lugdunense prima; la diocesi era suffraganea dell'arcidiocesi di Lione, sede metropolitana della provincia.
Sotto i Merovingi e i Carolingi molti vescovi di Langres risiedettero a Digione, poiché a causa delle invasioni delle tribù germaniche la città di Langres aveva subito distruzioni e saccheggi.
Il capitolo della cattedrale di San Mamete fu costituito nell'VIII secolo e riformato poco prima dell'834 dal vescovo Alberico, come attesta un diploma di Ludovico il Pio. Nel corso dei secoli successivi si arricchì di molti beni, così da diventare nel XIII secolo una potente signoria ecclesiastica.
Nel IX secolo la diocesi fu suddivisa in un numero crescente di arcidiaconati: 2 nell'801, 3 nell'870, 5 nell'879 e 6 nel 903. Nell'830 a Langres si era svolto un importante sinodo provinciale, durante il quale il vescovo Alberico accolse l'imperatore Ludovico il Pio, figlio di Carlo Magno, e suo figlio Lotario I.
Alla fine del X secolo i vescovi di Langres godettero di particolari privilegi da parte dei re, cosa che aumentò la ricchezza della diocesi. Il dato più eclatante è la tassa dovuta alla Santa Sede, 9.000 fiorini annui, una cifra eccezionale all'epoca. Il vescovo più rappresentativo di questo periodo fu Brunone di Roucy (980-1015), nipote del re Lotario, che si distinse in ambito religioso, per i primi tentativi di riforma introdotti nella sua Chiesa, e anche in ambito politico, per il ruolo assunto in alcuni questioni del suo tempo.
Nell'XI secolo la diocesi era divisa in 6 arcidiaconati: Langrois, Tonnerois, Lassois, Barrois, Digionese e Bassigny; per un totale di 17 decanati.
Attorno al 1140 il vescovo Godefroy de la Rochetaillée, un cistercense, discepolo di san Bernardo, decise di ricostruire la cattedrale; i lavori durarono pochi decenni e già nel 1196 veniva compiuta la solenne cerimonia di consacrazione. Durante il suo episcopato furono celebrati due sinodi per la riforma ecclesiastica della diocesi.
Nel 1179 il duca Ugo III di Borgogna donò la città di Langres a suo zio, il vescovo Gauthier de Bourgogne. Da allora i vescovi di Langres detennero il potere temporale con il titolo di conti. Godettero anche del diritto di battere moneta. Una serie di falsi diplomi furono confezionati in questo periodo per retrodatare i diritti comitali dei vescovi di Langres, facendoli risalire fino al IX secolo. Nel 1356 i vescovi ricevettero il titolo di duchi.
Nel corso del XII secolo furono fondate diverse importanti abbazie; tra queste si ricordano l'abbazia San Nicola di Septfontaines e quella di Morimond (1125), l'abbazia di Tart (1125), che fu la prima abbazia cistercense femminile, e l'abbazia di Auberive (1135).
Nel 1404 il cardinale Luigi di Bar celebrò un sinodo diocesano durante il quale furono promulgati nuovi statuti diocesani, rinnovati da Claude de Longwy de Givry nel 1537. A questo prelato si deve anche il rinnovamento liturgico della diocesi, con l'introduzione di un nuovo breviario, di un messale e di un rituale; introdusse inoltre l'obbligo della predicazione per combattere le infiltrazioni protestanti nella diocesi.
I decreti di riforma del concilio di Trento furono introdotti in diocesi abbastanza tardivamente, e solo grazie allo spirito riformatore del vescovo Sébastien Zamet (1615-1655), che fondò anche il seminario vescovile (1616-1619), pubblicò un nuovo breviario e redasse nuovi statuti diocesani.
Nel XVII secolo il capitolo della cattedrale era proprietario di oltre 4.000 ettari di terreno, riceveva completamente le tasse da 49 villaggi e in parte da altri 44. La ricchezza del capitolo comportava come conseguenza anche l'alto numero di prebende canonicali: alla fine del Settecento il capitolo era costituito da 44 canonici, di cui 7 dignità.
Il 9 aprile 1731 Langres cedette una porzione del suo territorio a vantaggio dell'erezione della diocesi di Digione, in seguito elevata al rango di arcidiocesi. In quest'occasione Langres perse quasi tutto l'arcidiaconato di Digione, ossia la parte più ricca della diocesi, pur conservando ancora oltre 400 parrocchie.
Durante l'Ancien Régime i vescovi di Langres ebbero il privilegio di portare lo scettro durante la cerimonia di incoronazione del re di Francia.
In seguito al concordato con la bolla Qui Christi Domini di papa Pio VII del 29 novembre 1801 la diocesi fu soppressa e il suo territorio fu spartito tra le diocesi di Digione e di Troyes. Il vescovo César-Guillaume de La Luzerne, malgrado le indicazioni della bolla papale, non si dimise.
Un nuovo concordato, stipulato nel giugno 1817, prevedeva il ristabilimento della diocesi. Il 1º ottobre 1817 monsignor de La Luzerne, nel frattempo creato cardinale, fu nominato una seconda volta alla sede di Langres. Ma il concordato non entrò mai in vigore, in quanto non ratificato dal Parlamento di Parigi, per cui anche la nomina del La Luzerne rimase senza effetto.
Solo il 6 ottobre 1822 la diocesi fu effettivamente ristabilita con la bolla Paternae charitatis del medesimo papa Pio VII. Da questo momento i vescovi trasferirono la loro residenza a Chaumont. La nuova diocesi comprendeva il dipartimento francese dell'Alta Marna, ed era costituito da 550 parrocchie e chiese annesse, di cui 360 facevano parte dell'antica diocesi di Langres (le regioni di Langres e di Chaumont), 70 della diocesi di Châlons, 13 della sede di Besançon, altre 13 della diocesi di Troyes e 94 dell'antica diocesi di Toul. Questa situazione si rifletté in una grande confusione dal punto di vista liturgico, perché vigevano nelle diverse parrocchie diversi riti gallicani: si contavano 5 riti diversi.
Il primo vescovo della rinata diocesi fu Gilbert-Paul Aragonès d'Orcet (1823-1832), che si applicò alla formazione e al rinnovamento dei preti della sua diocesi. A tal scopo istituì 2 due compagnie di preti, i "Preti ausiliari" e i "Preti del Sacro Cuore", che si occupavano delle parrocchie povere della diocesi, di quelle senza preti o con sacerdoti anziani, predicando missioni e ritiri spirituali, e istituendo, ove possibile, scuole per la formazione iniziale dei bambini.
L'opera di riorganizzazione della diocesi fu proseguita da Pierre-Louis Parisis, che indisse un sinodo diocesano ogni anno dal 1841 al 1847, e introdusse la liturgia romana nel 1840.
L'8 dicembre 2002, in seguito alla riorganizzazione delle circoscrizioni diocesane francesi, è entrata a far parte della provincia ecclesiastica dell'arcidiocesi di Reims.

## Cronotassi dei vescovi
Il catalogo episcopale di Langres, giunto fino a noi in diverse copie, si arresta di prima mano al vescovo Gauthier de Bourgogne e perciò nella sua redazione più antica risale alla seconda metà del XII secolo.
Nella presente cronotassi si omettono i periodi di sede vacante non superiori ai 2 anni o non storicamente accertati.
- Senatore †
- San Giusto †
- San Desiderio † (prima del 343/344 - dopo il 346)[5]
- Martino †
- Onorato †
- Sant'Urbano †[6]
- Paolino I †
- Fraterno I †
- Fraterno II †
- Sant'Aprunculo † (? - circa 479 nominato vescovo di Clermont)[7]
- Armentario †
- Venanzio †
- Paolino II †
- Pazienzio †
- Albiso †
- San Gregorio † (506/507 - 4 gennaio 539 o 540 deceduto)
- San Tetrico † (circa 540 - circa 572 o 573 deceduto)
- Papulo † (prima di settembre 573 - circa 573/581 deceduto)
- Mummolo il Buono † (prima di novembre 581 - dopo il 585)
- Miezio o Migezio † (prima del 608/609 - dopo il 614)
- Modoaldo (o Dodoaldo) † (menzionato nel 627)
- Bertoaldo † (prima del 637 - dopo il 650)
- Sigoaldo †
- Wulfrando †
- Godino †
- Adoino †
- Garobaldo †
- Erone †[8]
- Astorgio † (menzionato nel 737)
- Wandrerio †[9]
- Erulfo † (menzionato nel 769)[10]
- Ariolfo †[11]
- Waldrico † (prima del 778 - dopo il 783)
- Betto † (prima del 791 - dopo l'817)
- Alberico † (prima dell'821 - 21 dicembre 838 deceduto)
- Teobaldo I † (prima dell'842 - 16 agosto 856 deceduto)
- Isacco † (dopo l'856[12] - 17 luglio 880 deceduto)
- Gilone di Tournus † (prima di luglio 881 - 28 giugno 888 deceduto)
- Teobaldo II † (891 - circa 894 deceduto)
- Argrino † (circa 894 - 910 o 911 dimesso)[13]
- Warnerio † (prima del 912 - 19 luglio 923 deceduto)
- Gozzelino di Bassigny † (prima del 925 - 931 deceduto)
- Leterico †[14]
- Erico † (prima del 934 - dopo il 943)
- Acardo † (prima del 948 - 27 dicembre dopo il 967 deceduto)
- Widrico † (prima del 973 - 20 agosto 980 deceduto)
- Brunone di Roucy † (980 - 1015 deceduto)
- Lambert de Bassigny † (1016 - 24 agosto 1031 deceduto)
- Richard †[15]
- Hugues de Breteuil † (circa 1032 - 1049 deposto)[16]
- Harduin † (1050 - 29 settembre 1065 deceduto)
- Raynard de Bar † (1065 - 3 o 5 aprile 1085 deceduto)
- Robert de Bourgogne † (circa 1085 - 19 ottobre 1110 deceduto)
- Joceran de Brancion † (prima del 1113 - 1125 dimesso)
- Guillenc † (1125 - 1º o 3 agosto 1136 deceduto)
- Guillaume de Sabran † (circa 1136 - 1138 deceduto)
- Godefroy de la Rochetaillée, O.Cist. † (circa 1140 - 1163 dimesso)
- Gauthier de Bourgogne † (1163 - 1179 dimesso)
- Manassès de Bar † (1179 - circa 1193 deceduto)
- Garnier de Rochefort, O.Cist. † (circa 1193 - 1199 dimesso)
- Hutin de Vandoeuvre † (1200 - prima del 1203)[17]
- Robert de Châtillon † (1204 - dopo novembre 1208 deceduto)
- Guillaume de Joinville † (1209 - 24 aprile 1219 nominato arcivescovo di Reims)
- Hugues de Montréal † (1219 - circa 1232 deceduto)
- Robert de Thourotte † (1232 - 3 agosto 1240 nominato vescovo di Liegi)
- Hugues de Rochecorbon, O.S.B. † (20 febbraio 1245 - 13 aprile 1250 deceduto)
- Guy de Rochefort † (1250 - 18 giugno 1266 deceduto)
- Guy de Genève † (1268 - maggio 1291 o 1292 deceduto)
- Jean de Rochefort † (23 luglio 1295 - 1305 deceduto)
- Bertrand de Goth † (circa 1306 - 11 novembre 1306 nominato vescovo di Agen)
- Guillaume de Durfort, O.S.B † (15 novembre 1306 - gennaio 1319 nominato arcivescovo di Rouen)
- Louis de Poitiers † (13 febbraio 1320 - 26 agosto 1325 nominato vescovo di Metz)
- Pierre de Rochefort † (26 agosto 1325 - 1328 dimesso)
- Jean de Châlons † (6 aprile 1328 - 23 maggio 1335 deceduto)
- Guy Baudet † (31 gennaio 1336 - 1337 o 1338 deceduto)
- Jean des Prez † (20 aprile 1338 - 25 settembre 1342 nominato vescovo di Tournai)
- Jean d'Arcy † (25 settembre 1342 - 13 agosto 1344 deceduto)
- Hugues de Pomarc † (31 agosto 1344 - 1345 deceduto)
- Guillaume de Poitiers † (5 maggio 1345 - 6 settembre 1374 deceduto)
- Bernard de la Tour d'Auvergne, O.S.B. † (14 luglio 1374 - 16 gennaio 1395 deceduto)
- Luigi di Bar † (2 aprile 1395 - 20 settembre 1413 dimesso)[18]
- Charles de Poitiers † (20 settembre 1413 - 7 dicembre 1433 deceduto)
- Philippe de Vienne † (12 aprile 1434 - 1452 deceduto)
- Jean d'Aussy † (31 marzo 1452 - 1453 deceduto)
- Guy Bernard † (9 ottobre 1454 - 28 aprile 1481 deceduto)
- Jean d'Amboise I † (18 giugno 1481 - 1497 dimesso)
- Jean d'Amboise II † (22 maggio 1497 - 26 settembre 1512 deceduto)
- Michel Boudet † (1512 - 22 luglio 1527 deceduto)
  - Claude de Longwy de Givry † (1528 - 9 agosto 1561 deceduto) (amministratore apostolico)
- Jacques de Hellis † (15 ottobre 1563 - ? deceduto)
- Pietro di Gondi † (15 maggio 1566 - 14 dicembre 1569 nominato vescovo di Parigi)
- Charles Pérusse des Cars † (19 dicembre 1569 - 1614 deceduto)
- Sébastien Zamet † (6 aprile 1615 - 2 febbraio 1655 deceduto)
- Louis Barbier de La Rivière † (15 novembre 1655 - 30 gennaio 1670 deceduto)
- Louis Armand de Simiane de Gordes † (28 settembre 1671 - 21 novembre 1695 deceduto)
- François-Louis de Clermont-Tonnerre † (23 luglio 1696 - 12 marzo 1724 deceduto)
- Pierre de Pardaillan de Gondrin † (20 novembre 1724 - 2 novembre 1733 deceduto)
- Gilbert Gaspard de Montmorin de Saint-Hérem † (1º dicembre 1734 - 19 maggio 1770 deceduto)
- César-Guillaume de La Luzerne † (10 settembre 1770 - 21 giugno 1821 deceduto)[19]
  - Sede soppressa (1801-1822)
- Gilbert-Paul Aragonès d'Orcet † (17 novembre 1823 - 20 giugno 1832 deceduto)
- Jacques-Marie-Adrien-Césaire Mathieu † (17 dicembre 1832 - 30 settembre 1834 nominato arcivescovo di Besançon)
- Pierre-Louis Parisis † (19 dicembre 1834 - 5 settembre 1851 nominato vescovo di Arras)
- Jean-Jacques-Marie-Antoine Guerrin † (15 marzo 1852 - 19 marzo 1877 deceduto)
- Guillaume-Marie-Frédéric Bouange † (21 settembre 1877 - 5 maggio 1884 deceduto)
- Alphonse-Martin Larue † (13 novembre 1884 - agosto 1899 dimesso[20])
- Sébastien Herscher † (14 dicembre 1899 - 24 dicembre 1910 dimesso[21])
- Marie-Augustin-Olivier de Durfort de Civbac de Lorge † (9 febbraio 1911 - 3 settembre 1918 nominato vescovo di Poitiers)
- Théophile-Marie Louvard † (10 marzo 1919 - 31 ottobre 1924 nominato vescovo di Coutances)
- Jean-Baptiste Thomas † (30 marzo 1925 - 16 gennaio 1929 deceduto)
- Louis-Joseph Fillon † (21 giugno 1929 - 24 dicembre 1934 nominato arcivescovo di Bourges)
- Georges-Eugène-Emile Choquet † (29 maggio 1935 - 11 febbraio 1938 nominato vescovo di Tarbes e Lourdes)
- Firmin Lamy † (27 luglio 1938 - 5 giugno 1939 deceduto)
- Louis Chiron † (6 ottobre 1939 - 15 gennaio 1964 dimesso[22])
- Alfred-Joseph Atton † (15 gennaio 1964 succeduto - 5 agosto 1975 dimesso)
- Lucien Charles Gilbert Daloz † (5 agosto 1975 - 12 dicembre 1980 nominato arcivescovo di Besançon)
- Léon Aimé Taverdet, F.M.R. † (14 ottobre 1981 - 16 dicembre 1999 ritirato)
- Philippe Jean Marie Joseph Gueneley (16 dicembre 1999 - 21 gennaio 2014 ritirato)
- Joseph de Metz-Noblat, dal 21 gennaio 2014

## Statistiche
La diocesi nel 2021 su una popolazione di 173.041 persone contava 128.000 battezzati, corrispondenti al 74,0% del totale.
| anno | popolazione | popolazione | popolazione | presbiteri | presbiteri | presbiteri | presbiteri                | diaconi | religiosi | religiosi | parrocchie |
| anno | battezzati  | totale      | %           | numero     | secolari   | regolari   | battezzati per presbitero | diaconi | uomini    | donne     | parrocchie |
| ---- | ----------- | ----------- | ----------- | ---------- | ---------- | ---------- | ------------------------- | ------- | --------- | --------- | ---------- |
| 1950 | 180.000     | 181.840     | 99,0        | 272        | 244        | 28         | 661                       |         | 55        | 356       | 444        |
| 1970 | 205.000     | 216.700     | 94,6        | 197        | 170        | 27         | 1.040                     |         | 45        | 273       | 444        |
| 1980 | 196.800     | 214.000     | 92,0        | 146        | 123        | 23         | 1.347                     |         | 36        | 175       | 444        |
| 1990 | 205.400     | 223.600     | 91,9        | 116        | 99         | 17         | 1.770                     | 7       | 34        | 150       | 548        |
| 1999 | 180.000     | 200.000     | 90,0        | 81         | 73         | 8          | 2.222                     | 10      | 12        | 121       | 31         |
| 2000 | 160.000     | 198.000     | 80,8        | 75         | 67         | 8          | 2.133                     | 10      | 12        | 120       | 31         |
| 2001 | 160.000     | 198.000     | 80,8        | 75         | 67         | 8          | 2.133                     | 12      | 11        | 113       | 31         |
| 2002 | 140.000     | 194.873     | 71,8        | 70         | 64         | 6          | 2.000                     | 12      | 9         | 113       | 31         |
| 2003 | 140.000     | 194.873     | 71,8        | 70         | 64         | 6          | 2.000                     | 17      | 9         | 106       | 31         |
| 2004 | 140.000     | 193.768     | 72,3        | 60         | 53         | 7          | 2.333                     | 17      | 9         | 101       | 31         |
| 2013 | 143.200     | 184.039     | 77,8        | 43         | 37         | 6          | 3.330                     | 16      | 8         | 62        | 31         |
| 2016 | 134.400     | 182.136     | 73,8        | 39         | 35         | 4          | 3.446                     | 14      | 7         | 43        | 31         |
| 2019 | 131.000     | 176.132     | 74,4        | 42         | 36         | 6          | 3.119                     | 12      | 7         | 33        | 31         |
| 2021 | 128.000     | 173.041     | 74,0        | 46         | 36         | 10         | 2.782                     | 17      | 11        | 25        | 31         |